# Aérodrome de Pama
L'aéroport de Pama est un aéroport situé à Pama, chef-lieu du département de Pama ainsi que celui de la province de la Kompienga dans la région de l'Est au Burkina Faso.